# 9147 Kourakuen
A 9147 Kourakuen (ideiglenes jelöléssel 1977 DD1) a Naprendszer kisbolygóövében található aszteroida. Hiroki Kosai és Kiichirō Furukawa fedezte fel 1977. február 18-án.